# Ispáster
Ispáster (en euskera y oficialmente Ispaster) es un municipio español de la provincia de Vizcaya en la comunidad autónoma del País Vasco, situado en la comarca de Lea-Artibai y a 49 km de la capital provincial, Bilbao. Cuenta con una población de 712 habitantes (INE 2024).

## Toponimia
Juan Antonio Moguel en su obra Peru Abarca escrita en 1802 y publicada en 1881 fue quizás el primero en señalar que la palabra vasca itsaso, que significa mar, suele aparecer en composición formando topónimos descriptivos únicamente con la sílaba is o iz. Entre los ejemplos de topónimos costeros vascos con la raíz is o iz, que Moguel propuso se encuentra precisamente el de Ispáster, topónimo que tradujo como rincón de mar, de esa raíz i(t)s(as) (mar) y bazter (rincón, también puede significar orilla). Otros filólogos posteriores han querido ver en esa raíz is o iz, un término arcaico que significaba agua. Prueba de ello sería la existencia en el euskera de palabras como izotz (hielo) o izerdi (sudor), que si iz significase agua podrían traducirse literalmente como agua fría o medio agua. 
La ubicación geográfica de Ispáster no hace descabellado un significado etimológico del tipo rincón junto al mar o rincón junto al agua. Ispáster es una localidad costera, pero la costa es acantilada y de difícil acceso, por lo que localidad ha vivido tradicionalmente de espaldas al mar.
La diferencia entre el nombre castellano y vasco del pueblo es que el primero tiene tilde y el segundo no, ya que en euskera no se utilizan las tildes. Ambos nombres se acentúan y pronuncian igual.
El gentilicio formal es ispastertarra, aunque de forma coloquial se les llama ispastarras.

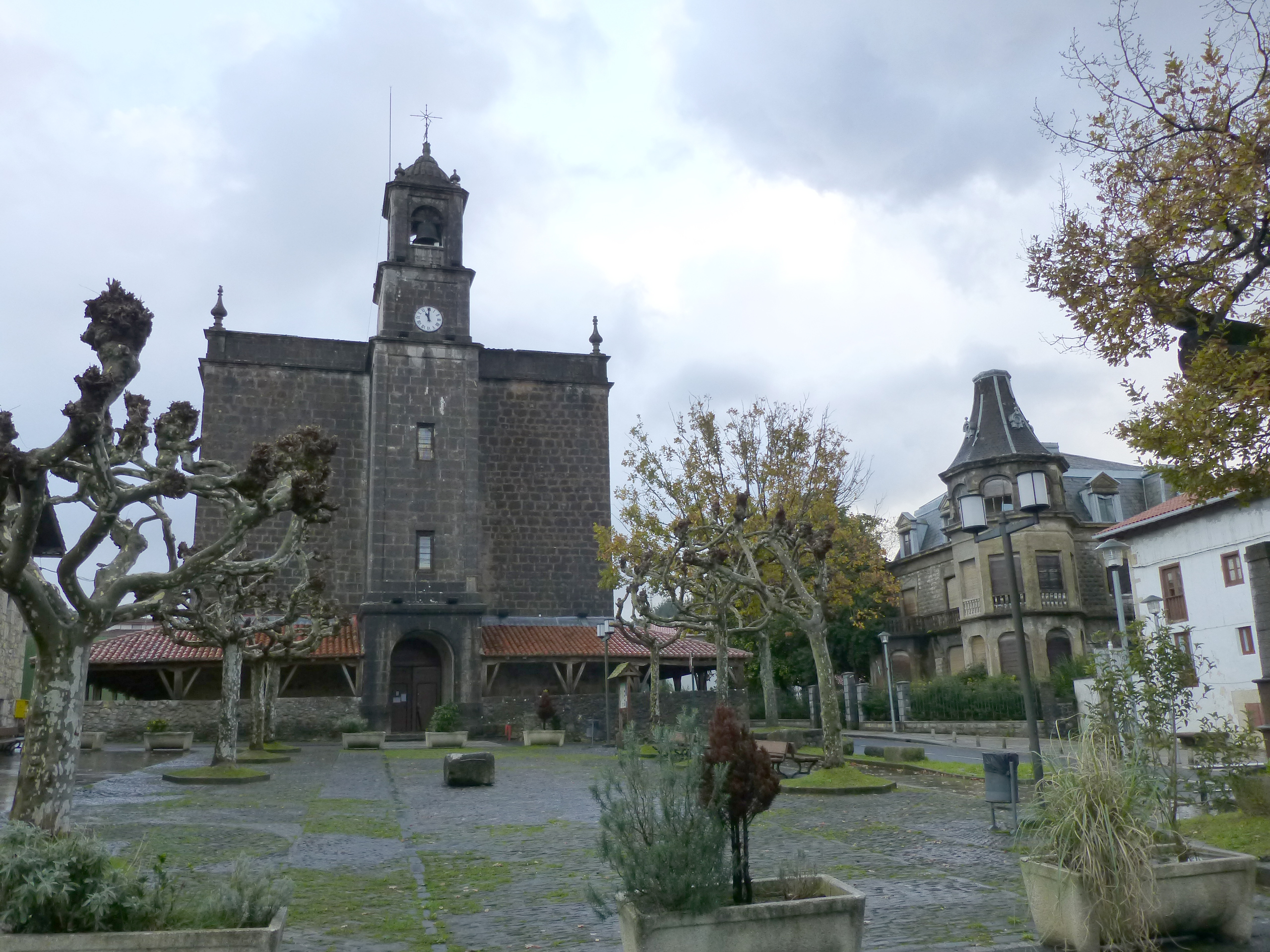
Iglesia de Ispaster

## Geografía

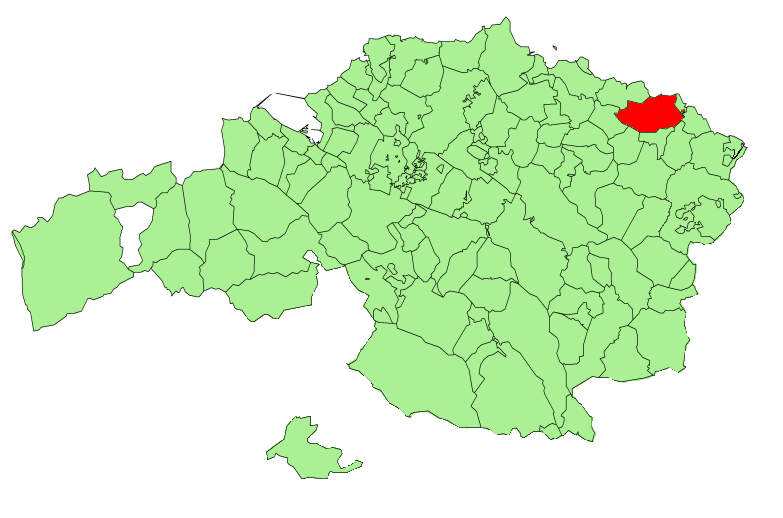
Situación del municipio de Ispáster en Vizcaya

El municipio está situado en la costa cantábrica, en la parte noroeste de Vizcaya y a una altitud de 110 m s. n. m. Su término municipal tiene una superficie de 22,62 km² y limita al norte con el mar Cantábrico, al este con Lequeitio y Mendeja, al sur con Navárniz, Guizaburuaga y Amoroto; y al oeste con Ea. 

### Relieve e hidrografía
Si bien su capital Elejalde se encuentra en una llanura, en la parte central de su término municipal, el resto de la población se asienta en barrios de caseríos dispersos. En Ispáster destacan las cumbres del Otoyo (396 m s. n. m.) y del Arterreta (251 m s. n. m.).
A pesar de carecer de un acceso cómodo al mar, su localización le permite aprovechar las fértiles tierras de una depresión kárstica. Esta característica geológica ha dado lugar, sobre todo en el sur, a la formación de un paisaje salpicado de colinas, cuevas y simas. El núcleo principal, Elejalde, está en medio de una hoya endorreica.
En la costa cantábrica aparece la cala de Ogeia formada por rocas la mayor parte del tiempo, aunque a veces el mar deposita arena en ella.
Su dificultad para acceder al mar ha favorecido su orientación hacia las actividades agropecuarias.

## Historia

### Prehistoria
Las huellas de poblamiento más antiguas se han encontrado en los yacimientos de Kobeaga I y II (Barainca), la cueva de Urtiaga (sin excavar) y de Jentilkoba de Iperratx (Solarte) y de Otoioko Jentilkoba (Árticas). Los más importantes son los dos citados en primer lugar: Kobeaga II constituye la primera evidencia de poblamiento de Ispáster. Se trata de un asentamiento de pescadores mesolíticos, datables en torno al 3500 a. C., justo antes de iniciarse la neolitización.
En Kobeaga I se han encontrado abundantes objetos de adorno en hueso y restos cerámicos que incluyen fragmentos de vaso campaniforme. La cronología es problemática, tratándose probablemente de una necrópolis de la Edad del Bronce.

### Edad Media
La primera mención de Ispáster en la historia no tendrá lugar hasta 1334, en una orden dictada por el rey Alfonso XI para que se restituyan a la iglesia de Lequeitio los diezmos de los monteros de Amoroto, Ispáster, Gardata y Asumendi. Ispáster, organizada como anteiglesia, mantendrá frecuentes pleitos con la vecina villa de Lequeitio, algo perfectamente encuadrable en el conflicto general entre villas y Tierra Llana que afectó a la totalidad del territorio vizcaíno. 
Sin embargo, el gran conflicto que tensionó la vida del Señorío durante este periodo no fue otro que el de las luchas banderizas entre Oñacinos y Gamboínos. Fue un conflicto de larga duración (dos siglos) y extrema dureza en el que Ispáster tomó partido por el bando Oñacino, cuya cabeza de bando a nivel local era el linaje de los Adán de Yarza, los señores de Aguirre y los señores de Zubieta. 
El final de este periodo de convulsiones lo marcó la ofensiva contra los banderizos iniciada por el rey Enrique IV en torno al año 1457 y concluida por los Reyes Católicos hacia 1492.

### Edad Moderna y Contemporánea
El estudio de la población en la Edad Moderna y Contemporánea nos ofrece un panorama de alternancia entre periodos de crecimiento y de retroceso, marcados estos últimos por la incidencia de las malas cosechas, las epidemias y la guerra. El crecimiento demográfico no será estable hasta el siglo XX. 
Ispáster era una anteiglesia cuyos habitantes se dedicaban principalmente a la agricultura, a la ganadería y, en menor medida, a la pesca (esta, vinculada a la villa de Lequeitio). Fue de trascendental importancia, como lo fue para el resto del territorio, la introducción del cultivo del maíz en las primeras décadas del siglo XVII (la primera noticia de su cultivo en Ispaster es de 1614). 
En relación con este desarrollo del cultivo del maíz debe mencionarse el auge de la molinería, llegando a contar Ispaster con cuatro molinos en la década de 1630. Además, en terrenos de la anteiglesia, se construyó en la centuria siguiente uno de los escasos ejemplos de molino de viento con que contó el Señorío de Vizcaya: el molino de Aixeder, construido entre 1728 y 1729, y que aún es posible ver en pie.

### Atentado de Ispáster
El atentado de Ispáster fue un ataque con armas de fuego y granadas realizado por la organización terrorista ETA que tuvo lugar el 1 de febrero de 1980, cerca de la localidad vasca de Ispáster. El objetivo fue un convoy que llevaba a trabajadores y armas de la cercana fábrica de Esperanza y Cia. a Bilbao y estaba escoltado por agentes de la Guardia Civil. Las víctimas eran miembros de un convoy formado por dos Land Rover de la Guardia Civil, con tres guardias civiles cada uno, y vehículos de la fábrica de armas Esperanza y Cia. en los que viajaban técnicos de la empresa y se transportaba el armamento. 
Fueron asesinados todos los Guardias Civiles que iban en el convoy, seis en total, originarios de diferentes provincias españolas: Alfredo Díez Marcos(de Zamora), José Gómez Martiñan (de Cádiz), José Gómez Trillo (de Valencia), Antonio Marín Gamero (de Badajoz), José Antonio Martínez Pérez-Castillo (de Almería) y Victorino Villamor González (de Burgos). Dos miembros de ETA fueron muertos por granadas de mano que ellos mismos habían tirado.

### Actualidad
En el presente, Ispaster mantiene una fisonomía que es herencia directa de la vocación agropecuaria que le ha caracterizado durante siglos. La incidencia de la actividad industrial se ha dejado sentir en la aparición de empresas como "Onduvisa" y la cooperativa "Lealde". El turismo, por último, viene a ofrecer una nueva forma de explotación de los ricos recursos naturales con los que cuenta el municipio.

## Demografía
Ispáster cuenta con una población de 712 habitantes (INE 2024).
| Gráfica de evolución demográfica de Ispáster entre 1842 y 2021 |
| |
| Población de derecho según los censos de población del INE Población de hecho según los censos de población del INEEn estos censos se denominaba Ispáster: 1842, 1857, 1860, 1877, 1887, 1897, 1900, 1910, 1920, 1930, 1940, 1950, 1960, 1970, 1981 y 1991 |

### Distribución de la población
El municipio se divide en las siguientes entidades de población, según el nomenclátor de población publicado por el INE (Instituto Nacional de Estadística). Los datos de población se refieren a 2010 
| Entidad de población                    | Población (2010) |
| --------------------------------------- | ---------------- |
| Barainca (Barainka)                     | 18               |
| Curchiaga-Arropáin (Kurtziaga-Arropain) | 91               |
| Gardata-Árticas (Gardata-Artika)        | 89               |
| Ispáster-Elejalde (Ispaster-Elexalde)   | 336              |
| Mendazona (Mendazoa)                    | 28               |
| Solarte-Gallete                         | 81               |
| Soluanes (Soloaran)                     | 25               |

## Administración y política
| Partido político                                              | 2023  | 2023  | 2023       | 2019  | 2019  | 2019       | 2015  | 2015  | 2015       | 2011  | 2011  | 2011       | 2007  | 2007  | 2007       |
| Partido político                                              | %     | Votos | Concejales | %     | Votos | Concejales | %     | Votos | Concejales | %     | Votos | Concejales | %     | Votos | Concejales |
| Euzko Alderdi Jeltzalea-Partido Nacionalista Vasco (EAJ-PNV)  | 52,38 | 231   | 4          | 52,91 | 227   | 4          | 54,71 | 238   | 4          | 51,95 | 240   | 4          | 48,64 | 233   | 3          |
| Euskal Herria Bildu (EH Bildu)                                | 44,44 | 196   | 3          | –     | –     | –          | –     | –     | –          | –     | –     | –          | –     | –     | –          |
| Partido Popular del País Vasco (PP)                           | 0,22  | 1     | 0          | 0,23  | 1     | 0          | –     | –     | –          | 0,00  | 0     | 0          | 0,21  | 1     | 0          |
| Herritarren Ahotsa (HA)                                       | –     | –     | –          | 44,98 | 193   | 3          | 41,84 | 182   | 3          | 46,97 | 217   | 3          | 49,90 | 239   | 4          |
| Partido Socialista de Euskadi-Euskadiko Ezkerra (PSE-EE PSOE) | –     | –     | –          | –     | –     | –          | –     | –     | –          | 0,00  | 0     | 0          | 0,00  | 0     | 0          |

## Cultura

### Patrimonio
- Cuevas:Los primeros restos arqueológicos se encontraron en las cuevas de Kobeaga II, ocupado por un pequeño grupo dedicado a las más importante actividad en el Mesolítico, la pesca. Estudios realizados por Apellaniz en 1973, opinan que eran recolectores de moluscos hacia 3500 a. C. En Kobeaga I, cerca de la primera, era usada en la Edad del Bronce como lugar de enterramientos.
- Iglesia de San Miguel: Iglesia del siglo XV, representa un tipo de templo renacentista de una nave, con acuse exterior de ábside y capillas altas entre los contrafuertes. La torre, situada a los pies, se adelanta a la fachada, y consta de cuatro niveles, la espadaña desapareció en 1860 y a la reparación se optó po una torre neoclásica. En el interior (Iglesia San Miguel de Ispaster) existen retablos de gran valor.
- Ermita de San Martín: Ermita gótica de planta rectangular y cubierta doble del siglo XV. En uno de los muros laterales se abre un acceso apuntado donde aparecen grabadas varias cruces. Los muros de mampostería con esquinas de sillería, en su tejado tiene campana en un vano rematada con una cruz.
- Ermita de Santiago: Ermita gótica de planta rectangular, de gran volumen y cubierta a dos aguas, construida hacia el 1500. En muros lateral y frontal, se abren accesos apuntados. Las paredes son de mampostería con sillares en las esquinas. En el interior, tiene un coro y una bovedilla de madera sobre el presbiterio.
- Caserío Aixpe Aurrokoa: Caserío gótico del primer tercio del siglo XVI, con armazón de madera y fachada principal de tres cuerpos. El central tiene soporte adintelado y los laterales son de mampostería con vanos ojivales.
- Molino Aixeder: Molino de viento construido por Pedro Villarreal de Berriz en 1729 a raíz de una larga temporada de sequía que había paralizado todos los molino de agua de la región. Solo funcionó hasta 1745 y hoy no contiene maquinaria pero sobresale su torre de piedra.
- Palacio Arana: Palacio campestre barroco clasicista con fachada de sillería enmarcada por dos cuerpos torreados y con gran acceso en soportal de arco, típico de los caseríos del siglo XVIII. Puede ser ampliación de un caserío gótico de 1500 pues una puerta ojival aún se conserva en la fachada trasera. Fue casa natal del inquisidor y obispo de Zamora Jacinto Arana.
- Palacio Zubieta: Situado a orillas del río Lea, a los pies del monte Lumentza. Construido por Martín Zaldua tiene patio central y dos austeras torres en la fachada frontal siendo una de las mejores nuestras de casas palaciegas barrocas de la Costa Cantábrica rodeada por jardines.
- Casa Consistorial: Edificio reedificado, construido en mampostería y sillar en esquinas con soportal de arco escarzano. En balcón reza inscripción: "Casa Consistorial de Yspaster destinada para hospital militar de Voluntarios de Vizcaya en 1813. Quemada por esta causa por los franceses y reedificada por dicho Yspaster en 1817".

### Fiestas
- San Martín. 4 de julio.
- Santiago y Santa Ana. 25-26-27 de julio.
- San Miguel. 29 de septiembre.